# Repouso na fuga para o Egipto (Gerard David)
Repouso na fuga para o Egipto é uma pintura a óleo sobre madeira do pintor flamengo Gerard David do período entre 1501 e 1520, obra que se supõe ter sido destinada inicialmente ao Convento de Nossa Senhora do Paraíso de Évora, e que se encontra actualmente no Museu Nacional de Arte Antiga.
Repouso na fuga para o Egipto representa o episódio bíblico homónimo sendo uma das várias versões do tema criadas por Gerard David (outras versões em Galeria).
Gerard David pintou a cena bíblica com a aparente simplicidade de uma imagem do quotidiano. Foi um expoente da pintura que flamenga criou este tipo de versões íntimas e familiares que os italianos trataram de forma mais institucional e encenada.

## Descrição
A Virgem Maria está sentada num rochedo a amamentar o Menino Jesus, enquanto São José, em segundo plano, colhe frutos silvestres de um arbusto. O Menino Jesus, num gesto carinhoso, parece mais interesado em brincar do que em alimentar-se. Do lado direito da Virgem Maria podemos observar um cesto com alguns aprestos e uma cabaça para a água. Em plano intermédio um burro pasta no meio da paisagem verdejante.
Os objectos pintados no quadrante inferior esquerdo, típicos de uma imagem do quotidiano e pintados com a mesma delicadeza, podem revelar algo mais do que a sua imagem imediata. Assim, o sapo e o caracol fazem alusão ao demónio, enquanto a água da cabaça é símbolo da vida e da pureza.
A cena está enquadrada numa paisagem de uma magnitude que revela a importância que o autor lhe conferia. Gerard David organizou a cena a partir do conjunto da cabeça da Virgem Maria do seu peito e da cabeça do Menino Jesus. O branco deste conjunto atrai a atenção do observador, sendo nele que convergem as diagonais que enformam a obra.

### Galeria

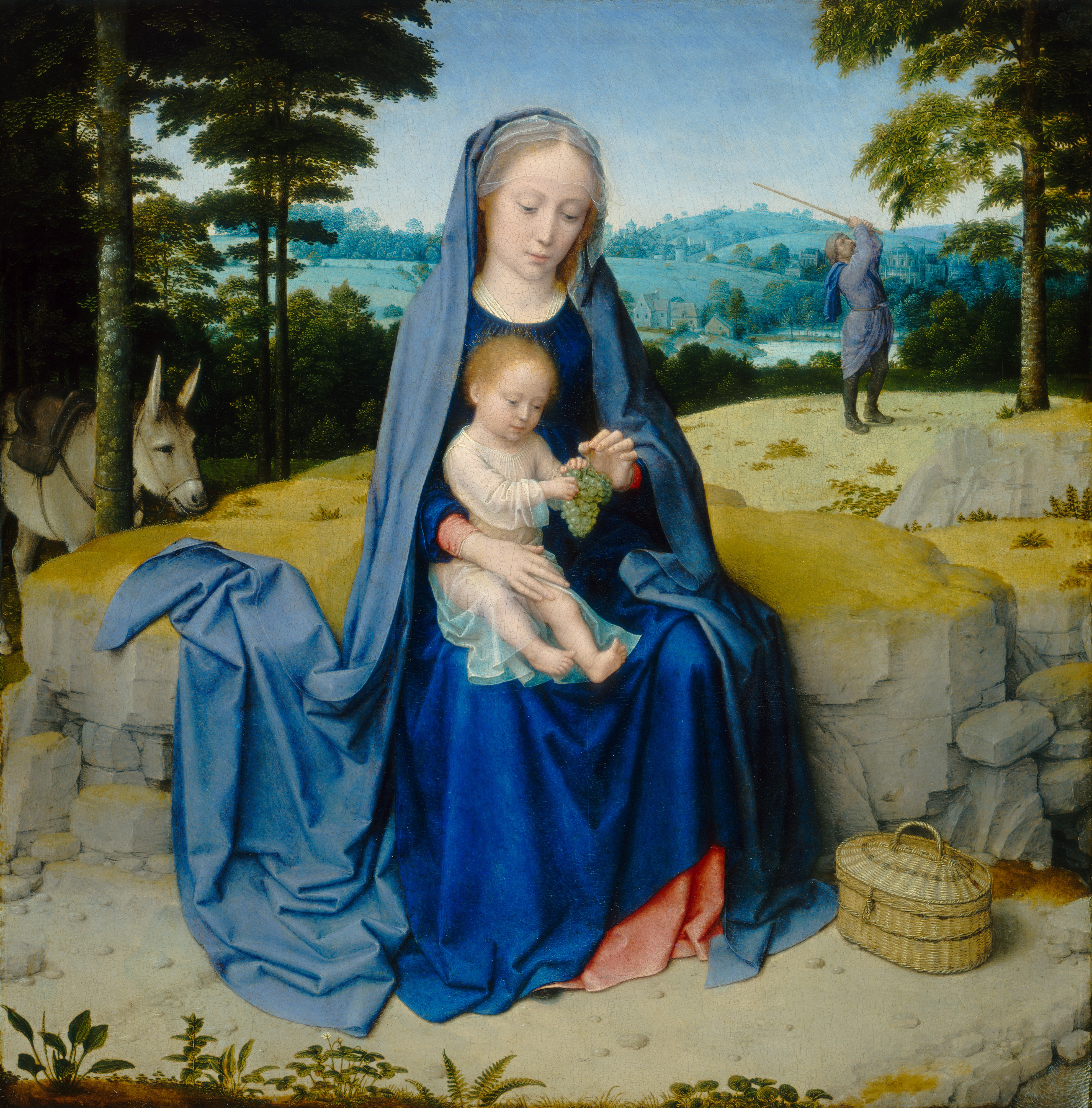
Repouso na fuga para o Egipto (c. 1510), de Gerard David, na National Gallery of Art, Washington
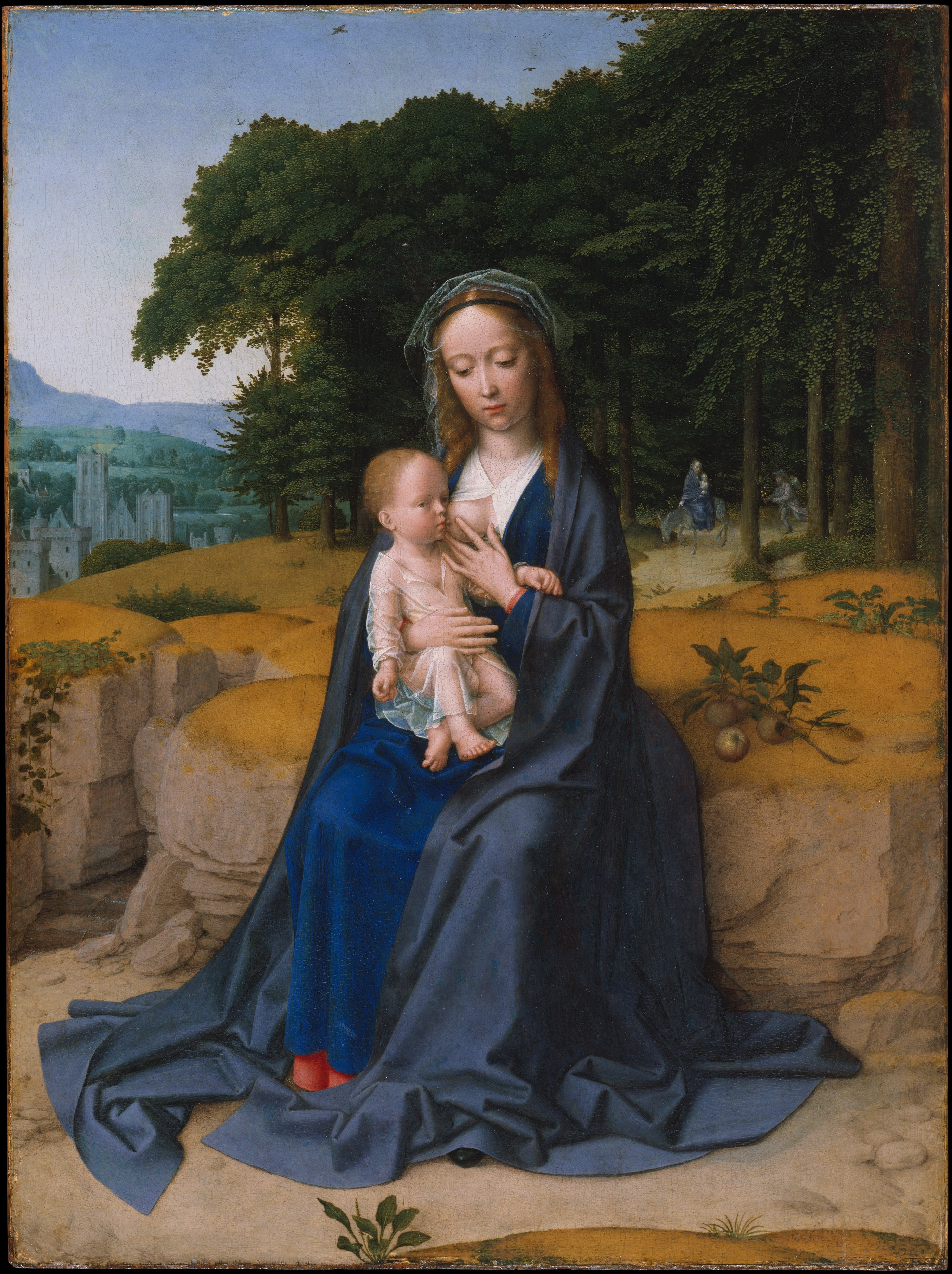
Repouso na fuga para o Egipto (c. 1512-1515), de Gerard David, no Metropolitan Museum of Art, Nova Iorque
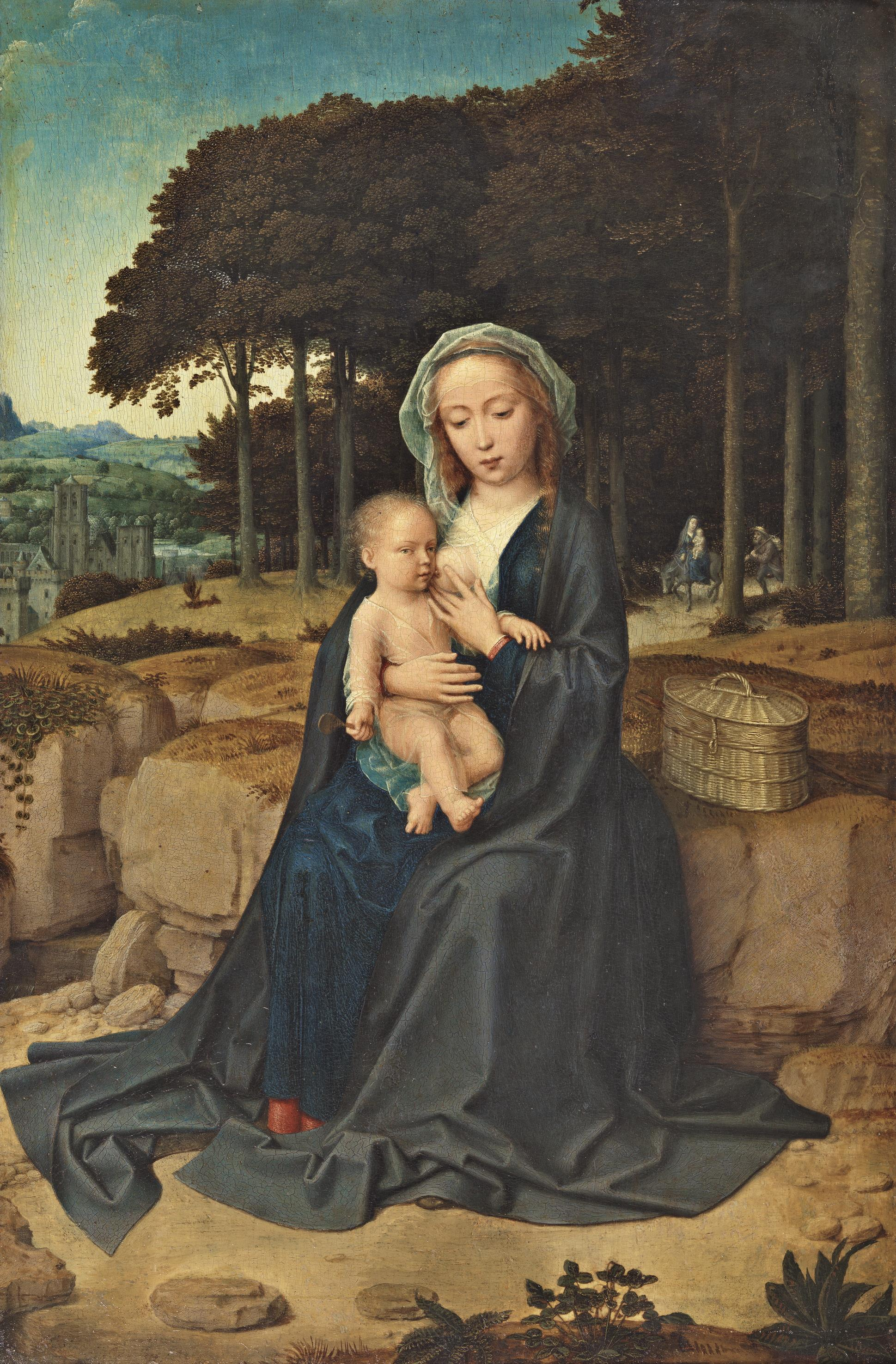
Repouso na fuga para o Egipto (c. 1515), de Gerard David, no Museu do Prado, Madrid
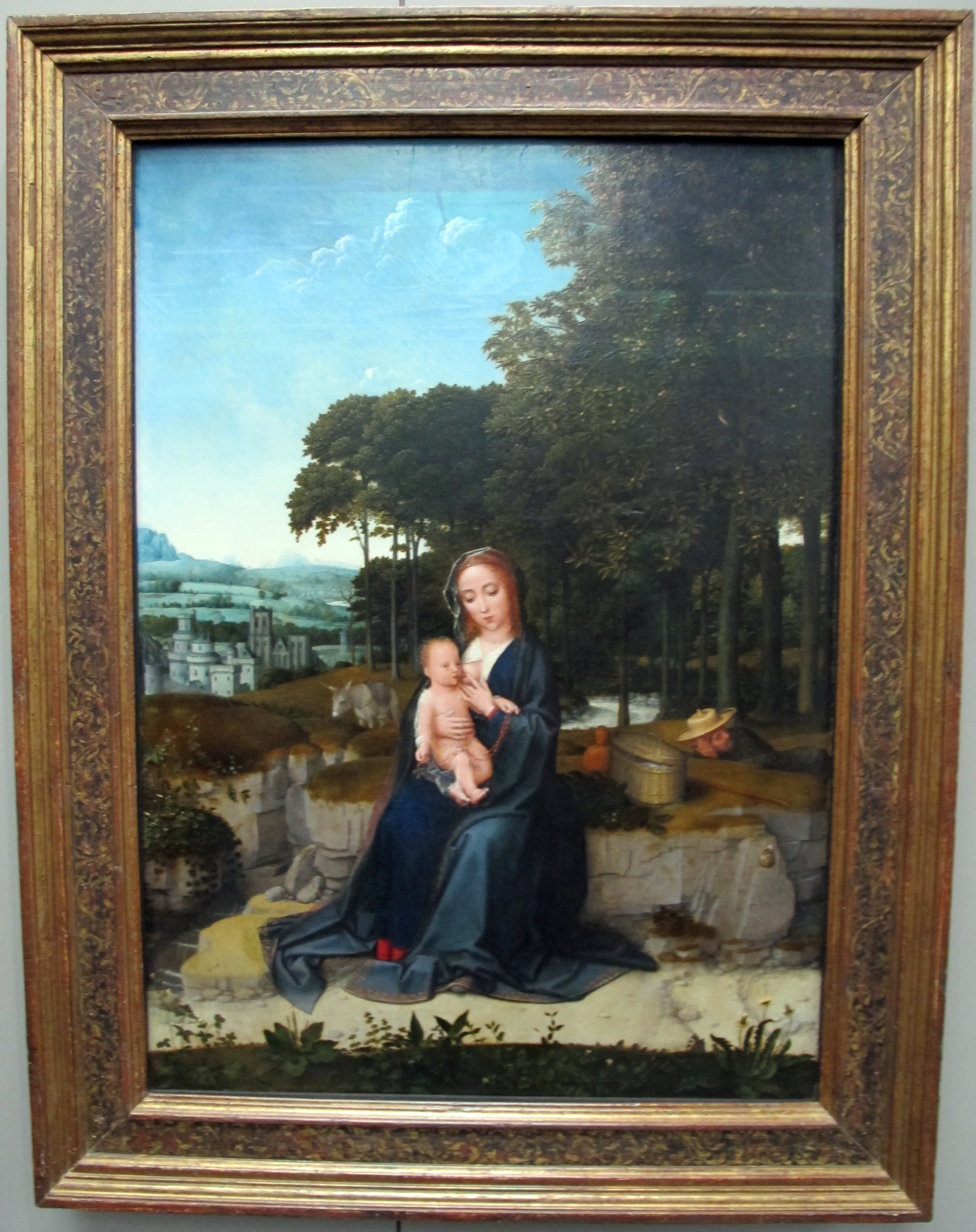
Repouso na fuga para o Egipto (c. 1515), de Gerard David, no Museu de Belas Artes, de Antuérpia